# Цителсопели (Душетский муниципалитет)
Цителсопели (груз. წითელსოფელი) — село в Грузии, в муниципалитете Душети края Мцхета-Мтианети. 

## География
Село расположено в центральной части края, в 10 километрах по прямой к юго-востоку от центра муниципалитета Душети. Высота центра — 600 метров над уровнем моря.

## Население
По данным переписи населения 2014 года, в селе проживало 328 человек.
| Год  | Население |
| ---- | --------- |
| 2002 | 363       |
| 2014 | 328       |